# Килеватый травяной уж
Килеватый травяной уж (Opheodrys aestivus) — неядовитая змея семейства ужеобразных змей. 

## Описание
Общая длина достигает 110 см. Это очень изящная змея. Туловище очень тонкое, стройное, голова практически не расширена. На середине спины присутствует своеобразный киль, состоящий из чешуек. Спина окрашена в яркий, изумрудно-травянисто-зелёный цвет, брюхо светлое, кремового окраса.

## Распространение
Живёт на юго-западе США и северо-западе Мексики.

## Образ жизни
Любит кустарниковые и травянистые прерии. Активна днём. Питается насекомыми, не пренебрегает и мелкими ящерицами и земноводными.

## Размножение
Это яйцекладущая змея. Самка откладывает 3—12 яиц.

## Содержание
За свою яркую окраску и безвредный характер эта змея заслужила любовь многих террариумистов. Несмотря на подвижность и живость, практически никогда не кусается.

## Подвиды
- Opheodrys aestivus aestivus
- Opheodrys aestivus carinatus